# 最近共同祖先
最近共同祖先（英語：Most recent common ancestor，縮寫 MRCA）是演化生物学中表示一系列不同的物种拥有共同起源的那个最近的祖先。这一概念经常应用于人类的宗谱。
人类的最近共同祖先所处年代目前尚无定论，其必然晚于大约20万年前的人类父系最近共同祖先（Y染色體亞當）和母系最近共同祖先（粒線體夏娃），可能近至大约3000年前。

## Y染色體亞當
Y染色體亞當是由人類Y染色體DNA單倍型類群推測出的人類父系的最近共同祖先，为6萬年前非洲的男人。

## 粒線體夏娃
粒线体夏娃是所有现存人类的母系共同祖先。由于受精卵内的线粒体始终由母本提供，因此，线粒体基因可以追溯到人类起源的第一个母本。